# Талшик
Талши́к (каз. Талшық) — село, центр Акжарського району Північноказахстанської області Казахстану. Адміністративний центр Талшицького сільського округу.
Населення — 3988 осіб (2021; 3754 у 2009, 4074 у 1999, 4535 у 1989).
24 грудня 2002 року селище (смт) отримало статус села.